# Steccherinum gilvum
Steccherinum gilvum är en svampart som beskrevs av Maas Geest. 1974. Steccherinum gilvum ingår i släktet Steccherinum och familjen Meruliaceae.   Inga underarter finns listade i Catalogue of Life.